# Comuna Illinka, Bileaiivka
Illinka (în ucraineană Іллінка) este o comună în raionul Bileaiivka, regiunea Odesa, Ucraina, formată din satele Ciobotarivka, Illinka (reședința), Kovalivka și Tîhe.

## Demografie
Componența lingvistică a comunei Illinka
     Ucraineană (87,69%)
     Rusă (10,91%)
     Alte limbi (0,93%)
Conform recensământului din 2001, majoritatea populației comunei Illinka era vorbitoare de ucraineană (87,69%), existând în minoritate și vorbitori de rusă (10,91%).